# Сола (река)
Со́ла — река в Польше, первый крупный приток Вислы. Длина — 89 км, площадь водосборного бассейна — 1375 км². Средний расход 18,8 м³ в секунду.
Образуется слиянием горных ручьёв в Живецких Бескидах. Протекает через Малые Бескиды и Силезское Предгорье, впадает в Вислу близ города Освенцим. Во время войны в реку сбрасывался пепел сожжённых заключённых концлагеря Аушвиц-Биркенау.
Около города Живец на реке обустроено водохранилище Живецке.